# Улица Кибальчича (Астрахань)
У́лица Киба́льчича — один из самых коротких именованных проездов Астрахани, расположен в историческом районе Коса в центральной части города. Проходит параллельно Никольской улице с северо-запада на юго-восток, соединяя улицы Фиолетова и Урицкого.
Продолжается мощёным участком парковки торгового центра «Премиум Холл» с возможностью сквозного проезда, выходящим на Адмиралтейскую улицу напротив стен Астраханского кремля. Сервисы «Яндекс.Карты» и «2ГИС» не учитывают этот участок как часть проезжей части улицы Кибальчича, благодаря чему её длина составляет всего 68 метров (вместе с этим проездом — 130). Несмотря на небольшую длину считается улицей магистрального движения общегородского значения.

## История
С 1837 по 1920 год улица называлась 1-й Кремлёвской, затем получила своё современное название в честь революционера Николая Ивановича Кибальчича.

## Застройка
Нумерацию по улице Кибальчича имеют всего четыре здания.
- дом 1/17 — одноэтажный деревянный жилой дом с мансардой (конец XIX — начало XX вв.)
- дом 2/19 — одноэтажный кирпичный жилой дом (конец XIX — начало XX вв.)
- дом 3 — комплекс из одноэтажного кирпичного и двухэтажного деревянного (конец XIX — начало XX вв.)
- дом 5/11/21 — здание областного Министерства образования и науки (середина XX вв.)

## Транспорт
По улице Кибальчича движения общественного транспорта нет, у окончания улицы находится остановка маршрутных такси «Сквер Ульяновых».